# Сухово (Мордовия)
Су́хово — деревня в Темниковском районе Республики Мордовии. Относится к Алексеевскому сельскому поселению.
Находится в 1,5 км от Санаксарского монастыря между с. Старый город и д. Алексеевка в 10 км от районного центра г. Темников.

## Население
Население — 95 чел. (2010), сокращается. 50 % татары, 50 % русские.
Население занимается разведением скота (коровы, лошади, овцы, козы) и растениеводством в основном для собственных нужд. Ранее достаточно населенная деревня имелась средняя школа, на сегодняшний день существует только 1 магазин (продовольственный и промтоварный).

## История
По дореволюционному административному делению д. Сухово относилась к Бабеевской волости Темниковского уезда Тамбовской губернии. В 1862 г. в 12 дворах проживало 148 чел., татары. Своей мечети в деревне не было, жители относились к приходу мечети с. Тювеево.